# Кудрявцев Павло Омелянович
Павло Омелянович Кудрявцев (іноді Кудрявців, 1873, слобода Ряська Костянтиноградського повіту Катеринославської губернії — 1 лютого 1921, Тернопіль) — генерал-поручник Армії УНР (посмертно).

## Життєпис
Народився у слободі Ряська Костянтиноградського повіту Катеринославської губернії (тепер Машівського району Полтавської області). Походив із родини священника.
Закінчив Костянтиноградську гімназію, Полтавську духовну семінарію.

### В Російській армії
Вчився у Катеринодарському політехнічному інституті, з 3-го курсу вступив однорічником 2-го розряду до 1-го Катеринодарського козачого полку.
Закінчив Новочеркаське козаче училище (1909), вийшов хорунжим до 1-го козачого Нерчинського полку Забайкальського козачого війська (урочище Київське, Далекий Схід). У складі цього полку на чолі 3-ї сотні брав участь у Першій світовій війні (полком командував на той час Петро Врангель). Останнє звання у російській армії — військовий старшина (помічник командира 1-го Нерчинського козачого полку).

### На службі Україні
З листопада 1917 р. — приділений до Українського Генерального Військового секретаріату. З грудня 1917 р. — працівник Військового міністерства Центральної Ради, учасник вуличних боїв у Києві проти більшовиків у січні 1918 р.
З березня 1918 р. — губернський комісар на Полтавщині. Відмовився визнати владу гетьмана П. Скоропадського і 5 травня 1918 р. був усунутий з посади та заарештований. Звільнили його за особистим клопотанням колишнього командира — генерала Врангеля. Ось як останній згадував про це:
| Довелося мені допомогти й іншому моєму офіцеру, осавулу Кудрявцеву, колишньому доблесному командиру 3-їй сотні Нерчинського полку. Один з найкращих офіцерів полку, благородний, чесний і хоробрий, він після перевороту був членом офіцерського союзу в ставці. З приходом більшовиків він повинен був втікати і переховуватися в Україні, де у нього був невеликий маєток. З українськими військами він бився проти більшовиків і на чолі офіцерських дружин вступив до Києва. Призначений губернським старостою Полтавської губернії, він робив усе можливе для підтримки в ній порядку. Там застав його гетьманський переворот. Чужий до всякої політики, Кудрявцев, який бився в лавах петлюрівських військ, визнав зрадою своєму обов'язку визнання нової влади, був усунений з посади і відданий суду. Мені вдалося добитися припинення справи |.
З 29 листопада 1918 р., після протигетьманського повстання, знову став губернським комісаром Полтавщини та командувачем 6-го Полтавського корпусу військ Директорії.
З кінця січня 1919 р. — помічник командувача Окремого Залізнично-Технічного корпусу Дієвої армії УНР. З 29 травня 1919 р. — начальник 9-ї Залізничної дивізії Дієвої армії УНР. У листопаді 1919 р. захворів на тиф. У грудні 1919 р. був інтернований польською владою.
З 19 травня 1920 р. — помічник військового міністра УНР, генерал-хорунжий.
Помер від тяжких наслідків перенесеного плямистого тифу, похований у Тернополі. Посмертно підвищений до звання генерал-поручника.